# 卡纳登达尔
卡纳登达尔（Kannadendal），是印度泰米尔纳德邦Madurai县的一个城镇。总人口15987（2001年）。

## 人口
该地2001年总人口15987人，其中男性8162人，女性7825人；0—6岁人口1228人，其中男634人，女594人；识字率86.38%，其中男性为89.59%，女性为83.04%。